# Việt Bắc (tập thơ)
Xem các nghĩa khác về Việt Bắc tại bài Việt Bắc (định hướng)
Việt Bắc là tập thơ của nhà thơ Tố Hữu, hầu hết trong đó là các bài thơ sáng tác trong những năm kháng chiến chống Pháp và đã được xuất bản trên báo chí trước khi in thành tập lần đầu tiên vào năm 1954.

## Kết cấu
Trong lần in đầu tiên năm 1954, tập thơ Việt Bắc gồm 24 bài với bài đầu tiên là Cá nước, sáng tác năm 1947, và kết thúc với bài Lại về, sáng tác năm 1954. Tập thơ cũng có 6 bài thơ dịch, bao gồm thơ của Louis Aragon (Pháp), Konstantin Mikhailovich Simonov (Nga), thơ kháng chiến của Nam Tư và thơ tuyệt mệnh của ông bà Rosenberg (Mỹ).
Trong những lần in sau đó, tập thơ Việt Bắc được bổ sung thêm 4 bài Đêm xanh, Lạnh lạt, Tình khoai sắn, Trường tôi, sáng tác vào năm 1946.
Các bài thơ trong thi tập sử dụng nhiều thể thơ như thơ tự do, thơ ngũ ngôn, đặc biệt là các thể thơ dân tộc như thơ lục bát và thơ xen song thất lục bát.

## Đặc điểm nghệ thuật
Là tập hùng ca của kháng chiến toàn dân tám năm ròng rã chống bọn xâm lăng (theo Đặng Thai Mai), tập thơ Việt Bắc phản ánh đầy đủ con đường chiến đấu gian lao và sự trưởng thành của dân tộc Việt Nam qua những dấu ấn, hình ảnh về cuộc kháng chiến. Đó là tiếng hát mở đường (bài Phá đường); tiếng hò kéo pháo lên chiến dịch (bài Voi); nỗi lòng bà mẹ nhớ con (bài Bầm ơi); niềm thao thức nơi anh bộ đội nhớ mẹ ở làng quê (bài Bà bủ); chiến thắng Việt Bắc (bài Cá nước); nguồn sáng nơi căn nhà của cụ Hồ (bài Sáng tháng năm); bước chân người chiến sĩ vào trận tuyến nơi núi rừng Tây Bắc (bài Lên Tây Bắc); niềm hân hoan trước chiến công lừng lẫy tại Điện Biên Phủ (bài Hoan hô chiến sĩ Điện Biên); niềm vui chiến thắng và hòa bình trên bước đường đi tới (bài Ta đi tới); nỗi nhớ nhung và lời hẹn ước giã từ thủ đô gió ngàn (bài Việt Bắc) v.v.
Một trong những điểm nổi bật của tập thơ Việt Bắc là sự khắc họa chân thực những nhân vật văn học đại diện cho các tầng lớp nhân dân Việt Nam kháng chiến, những con người mới của thời đại mới, mà nổi bật trong đó là hình ảnh Hồ Chí Minh hiện thân cho tinh hoa và trí tuệ của dân tộc. Tuy vậy, tập thơ vẫn còn thiếu những con người cá thể, cụ thể, những tình cảm riêng tư của cái "tôi" trữ tình. Về mặt nghệ thuật, tuy được đánh giá là bước trưởng thành quan trọng của thơ Tố Hữu, là một thành tựu xuất sắc của thơ Việt Nam giai đoạn kháng chiến chống Pháp, yếu tố cách tân trong tập thơ cũng chưa được nhìn thấy.

## Giải thưởng
Tập thơ Việt Bắc được tặng giải nhất về thơ của Giải thưởng văn học giai đoạn 1954-1955 của Hội Văn nghệ Việt Nam.